# Dorfkirche Niedertrebra

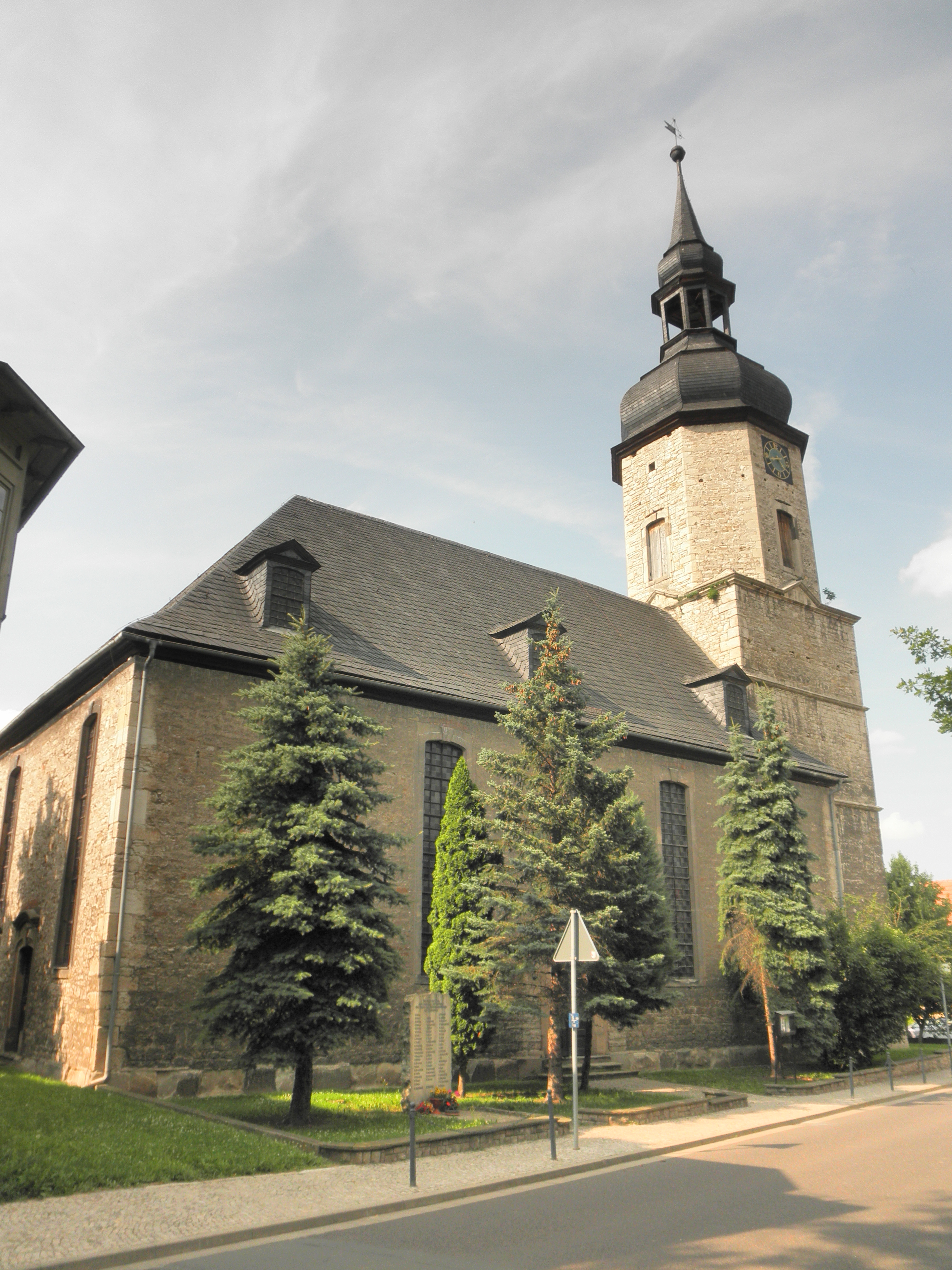
Die Kirche

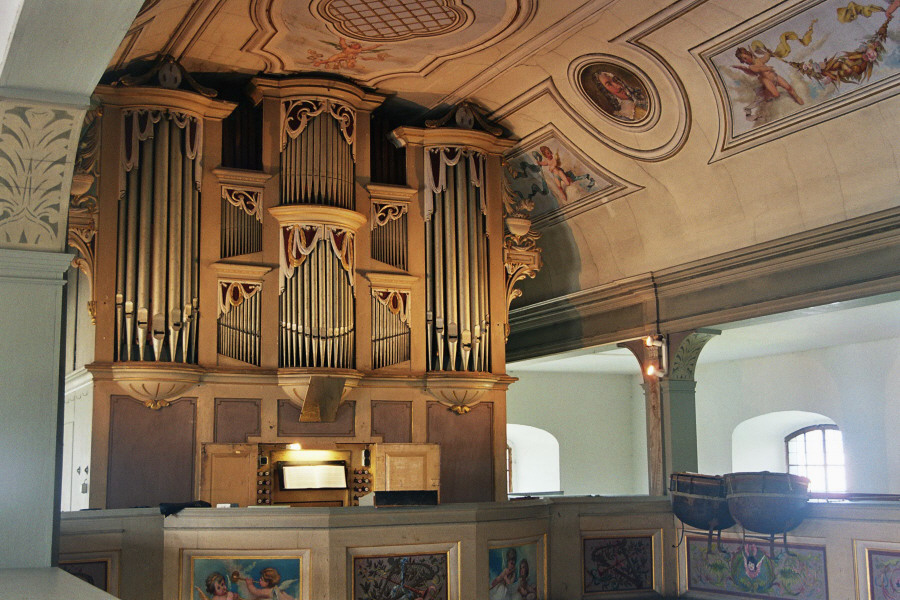
Orgel

Die evangelische Dorfkirche Niedertrebra steht in der Gemeinde Niedertrebra nordwestlich im Ort auf einer erhöhten Ebene und an der Landesstraße 1060 sowie an der Kreisstraße 106 im Landkreis Weimarer Land in Thüringen. Sie gehört zum Evangelischen Kirchenkreis Apolda-Buttstädt.

## Geschichte
Die Pfarrstellen in Niedertrebra waren zumindest bis zum Ende des 19. Jahrhunderts Privatpatronatspfarrstellen. Bis 1879 waren Burgheßler und Eberstedt Filialen der Kirche in Niedertrebra.
1750 wurde die Kirche Niedertrebra aus Resten der Vorgängerin erbaut. Das Kirchendach und die zwiebelförmige Kirchturmkuppel sind mit einem Schieferdach versehen. Als sonstiges Baumaterial nutzte man einheimischen Kalkstein und für die Fensterrahmen Sandstein. Äußerlich klassizistisch schlicht, ist die Kirche innen eine Emporenhalle mit üppiger barocker Ausmalung des Spiegelgewölbe über dem Mittelschiff und der Emporenbrüstungen.
1789 erfolgte der Einbau der Orgel durch Matthias Vogler. Das Instrument verfügt über 20 Register auf zwei Manualen und Pedal. Ein sehenswerter Schnitzaltar steht im Gotteshaus.